# Vladimir Bystrov
Vladimir Vitalyevich Bystrov  - em russo, Владимир Витальeвич Быстров (Luga, Óblast de Leningrado, 31 de janeiro de 1984) - é um futebolista russo que atua no Zenit São Petersburgo.

## Carreira
Bystrov começou a carreira prematuramente, em 2001, no FC Zenit São Petersburgo, que na época não era uma potência do futebol russo. Ficou por lá até 2005, quando chegou ao Spartak, voltando ao Zenit em 2009.

## Seleção
Bystrov iniciou sua trajetória na Seleção Russa de Futebol em 2004, ano em que seu país disputava a Eurocopa, ele ficou toda a competição entre os reservas, mas na edição de 2008, acabou incluído por Guus Hiddink. Também ficou no banco, entrando nos jogos contra a Espanha (entrou no lugar de Dmitriy Sychev) - nesse jogo, Bystrov foi substituído por Roman Adamov no minuto 71 - e Suécia.